# Psalidognathus erythrocerus
Psalidognathus erythrocerus es una especie de escarabajo longicornio del género Psalidognathus, tribu Prionini, subfamilia Prioninae. Fue descrita científicamente por Reiche en 1840.

## Descripción
Mide 43-77 milímetros de longitud.

## Distribución
Se distribuye por Colombia, Ecuador y Perú.